# Frank Wörndl
Frank-Christian Wörndl (ur. 28 czerwca 1959 w Sonthofen) – niemiecki narciarz alpejski reprezentujący RFN, wicemistrz olimpijski oraz mistrz świata.

## Kariera
Po raz pierwszy na arenie międzynarodowej Frank Wörndl pojawił się w lutym 1978 roku, podczas mistrzostw świata w Garmisch-Partenkirchen. Zajął tam dwunaste w slalomie, a rywalizację w slalomie gigancie zakończył na 28. pozycji. Parę miesięcy później, 21 grudnia 1978 roku w Kranjskiej Gorze zadebiutował w zawodach Pucharu Świata, zajmując ósme miejsce w slalomie. Tym samym już w swoim debiucie wywalczył pierwsze pucharowe punkty. Nigdy jednak nie stanął na podium zawodów tego cyklu, jego najlepszym wynikiem było czwarte miejsce w slalomie wywalczone 19 marca 1988 roku w Åre. W klasyfikacji generalnej najlepszy wynik osiągnął w sezonie 1987/1988, kiedy zajął 22. miejsce, a w klasyfikacji giganta był dziesiąty.
W 1980 roku wystartował na igrzyskach olimpijskich w Lake Placid, gdzie był dziesiąty w slalomie i siedemnasty w gigancie. Nie brał udziału w mistrzostwach świata w Schladming w 1982 roku oraz rozgrywanych dwa lata później igrzyskach w Sarajewie. W 1985 roku wystąpił w slalomie na mistrzostwach świata w Bormio, jednak nie ukończył zawodów. Pierwszy sukces osiągnął na rozgrywanych w 1987 roku mistrzostwach świata w Crans-Montana, gdzie zwyciężył w slalomie. W zawodach tych wyprzedził bezpośrednio Austriaka Günthera Madera i swego rodaka, Armina Bittnera. W tej samej konkurencji wywalczył także srebrny medal na igrzyskach olimpijskich w Calgary w 1988 roku, rozdzielając na podium Włocha Alberto Tombę i Paula Frommelta z Liechtensteinu. Był to pierwszy medal olimpijski dla reprezentanta Niemiec w tej konkurencji narciarstwa alpejskiego. Na tych samych igrzyskach był również ósmy w slalomie gigancie. W 1988 roku zakończył karierę.
Po zakończeniu kariery pracował między innymi jako komentator sportowy dla niemieckiej telewizji ZDF oraz Eurosportu.

## Osiągnięcia

### Igrzyska olimpijskie
| Miejsce | Dzień     | Rok  | Miejscowość | Konkurencja | Czas biegu | Strata | Zwycięzca         |
| ------- | --------- | ---- | ----------- | ----------- | ---------- | ------ | ----------------- |
| 17.     | 19 lutego | 1980 | Lake Placid | Gigant      | 2:40,74    | +4,84  | Ingemar Stenmark  |
| 10.     | 22 lutego | 1980 | Lake Placid | Slalom      | 1:44,26    | +2,93  | Ingemar Stenmark  |
| DNF     | 15 lutego | 1988 | Calgary     | Zjazd       | 1:59,63    | -      | Pirmin Zurbriggen |
| 8.      | 25 lutego | 1988 | Calgary     | Gigant      | 2:06,37    | +2,85  | Alberto Tomba     |
| 2.      | 27 lutego | 1988 | Calgary     | Slalom      | 1:39,47    | +0,06  | Alberto Tomba     |

### Mistrzostwa świata
| Miejsce | Dzień     | Rok  | Miejscowość            | Konkurencja | Czas biegu | Strata | Zwycięzca         |
| ------- | --------- | ---- | ---------------------- | ----------- | ---------- | ------ | ----------------- |
| 28.     | 2 lutego  | 1978 | Garmisch-Partenkirchen | Gigant      | 3:02,52    | +7,12  | Ingemar Stenmark  |
| 12.     | 5 lutego  | 1978 | Garmisch-Partenkirchen | Slalom      | 1:39,54    | +5,79  | Ingemar Stenmark  |
| 17.     | 19 lutego | 1980 | Lake Placid            | Gigant      | 2:40,74    | +4,84  | Ingemar Stenmark  |
| 10.     | 22 lutego | 1980 | Lake Placid            | Slalom      | 1:44,26    | +2,93  | Ingemar Stenmark  |
| DNF2    | 10 lutego | 1985 | Bormio                 | Slalom      | 1:38,82    | -      | Jonas Nilsson     |
| 7.      | 4 lutego  | 1987 | Crans-Montana          | Gigant      | 2:32,38    | +2,06  | Pirmin Zurbriggen |
| 1.      | 8 lutego  | 1987 | Crans-Montana          | Slalom      | 1:54,63    | -      | -                 |

### Puchar Świata

#### Miejsca w klasyfikacji generalnej
- sezon 1978/1979: 75.
- sezon 1979/1980: 41.
- sezon 1980/1981: 83.
- sezon 1982/1983: 45.
- sezon 1984/1985: 56.
- sezon 1985/1986: 78.
- sezon 1986/1987: 24.
- sezon 1987/1988: 22.
- sezon 1988/1989: 72.

#### Miejsca na podium w zawodach
Wörndl nigdy nie stanął na podium zawodów PŚ.